# De Groot (Alkmaar)
De Groot of de Molen van Piet is een ronde stenen stellingmolen-korenmolen in de Nederlandse stad Alkmaar. De molen werd gebouwd als walmolen op het Clarissenbolwerk nabij de vroegere Kennemerpoort en domineert aldaar nog steeds het stadsbeeld.
In 1884 werd de molen gekocht door Cornelis Piet, die onder in de molen een woning liet maken. De familienaam van deze molen bleef in de volksmond verbonden aan deze molen, en de oude naam De Groot wordt nog nauwelijks gebruikt.
De molen is sinds 1955 uitgerust met fokwieken. Er liggen 3 koppel maalstenen in de molen. De koningsspil van de molen is een oude scheepsmast en dus waarschijnlijk ouder dan de molen zelf.
De molen is tegenwoordig eigendom van de gemeente, maar wordt nog steeds bewoond en bemalen door een lid van de familie Piet.